# Starohorojene, Baștanka
Starohorojene (în ucraineană Старогорожене) este o comună în raionul Baștanka, regiunea Mîkolaiiv, Ucraina, formată numai din satul de reședință.

## Demografie
Componența lingvistică a comunei Starohorojene
     Ucraineană (90,81%)
     Romani (4,27%)
     Rusă (3,25%)
     Română (1,21%)
     Alte limbi (0,19%)
Conform recensământului din 2001, majoritatea populației comunei Starohorojene era vorbitoare de ucraineană (90,81%), existând în minoritate și vorbitori de romani (4,27%), rusă (3,25%) și română (1,21%).